# Sharphydrus
Sharphydrus là một chi bọ cánh cứng trong họ Dytiscidae.
Chi này được Omer-Cooper miêu tả khoa học năm 1958.

## Các loài
Các loài trong chi này gồm:
- Sharphydrus capensis (Omer-Cooper, 1955)
- Sharphydrus coriaceus (Régimbart, 1894)